# Mudigere, Alur
Mudigere là một làng thuộc tehsil Alur, huyện Hassan, bang Karnataka, Ấn Độ.